# Sarah Boberg
Pour les articles homonymes, voir Boberg.
Sarah Kjærgaard Boberg, née le 25 août 1966 à Roskilde (Danemark), est une actrice  danoise.

## Biographie
Sarah Boberg étudie au William Ester Studio de 1988 à 1992 et au Lee Strasberg Theatre Institute de New York.
Elle joue au théâtre, notamment dans Alptraum et Personkreds 3 au Betty Nansen Teatret, et dans Snack au Café Teatret (da). Elle a reçu de bons éloges de la critique pour son monologue dans Und au Mammutteatret (da). Elle est connue pour avoir été la serveuse Anette dans Hotellet (da).

## Filmographie partielle

### Au cinéma
| Année | Titre                | Rôle         | Remarques                                                        |
| ----- | -------------------- | ------------ | ---------------------------------------------------------------- |
| 1985  | Elise                |              |                                                                  |
| 2000  | Afsporet             | Hanne        |                                                                  |
| 2000  | Her i nærheden       | Jeune femme  |                                                                  |
| 2000  | The Bench            | Connie       |                                                                  |
| 2002  | Charlie Butterfly    | Selskabsdame |                                                                  |
| 2002  | Ulvepigen Tinke      | Astrid       |                                                                  |
| 2002  | Kald mig bare Aksel  | Susanne      |                                                                  |
| 2003  | Bagland              | Milles mor   |                                                                  |
| 2004  | In Your Hands        | Jossi        |                                                                  |
| 2005  | Dommeren             | Ministre     |                                                                  |
| 2006  | Råzone               | Prof         |                                                                  |
| 2007  | Hvid nat             | Sanne        |                                                                  |
| 2008  | To verdener          | Karen        | A reçu le prix Bodil de la meilleure actrice dans un second rôle |
| 2008  | Det som ingen ved    | Amalie       |                                                                  |
| 2009  | L'Évasion            | Docteur      |                                                                  |
| 2009  | Himlen falder        | Susanne      |                                                                  |
| 2010  | Megaheavy            | Helle        |                                                                  |
| 2016  | 1864 - brødre i krig |              |                                                                  |
| 2018  | Wonderful Copenhagen |              |                                                                  |

### À la télévision
| Année     | Titre                       | Rôle           | Remarques             |
| --------- | --------------------------- | -------------- | --------------------- |
| 2006      | Absalons Hemmelighed        | Petra Bramming | Calendrier de l'Avent |
| 2011-2018 | Bron                        | Lillian        |                       |
| 2018      | Theo & Den Magiske Talisman | Thanna         | Calendrier de l'Avent |

## Récompenses et distinctions
- (en) Sarah Boberg: Awards, sur l'Internet Movie Database